# Dinu Cernescu
Dinu Cernescu (n. 18 octombrie 1935, București, România – d. 6 ianuarie 2024) a fost un regizor român de teatru.

## Biografie
În 18 octombrie 1935 se naște la București Dinu Cernescu. Tatăl, generalul Alexandru Cernescu, era oltean, iar mama, prof. Natalia Cernescu, se trăgea dintr-o familie de francezi moldovenizati.
După arestarea tatălui, în 14 septembrie 1949, viața familiei s-a schimbat radical
„Amintirea cea mai veche, și cea mai importantă, din copilăria mea este cea a unui telefon care sună, sună și iar sună. Nu îmi place această amintire pentru că a marcat ziua în care a fost arestat tatăl meu, adică 14 septembrie 1949. Zi de sărbătoare, Ziua Crucii ! Tata fusese ridicat în timpul nopții ! Eu eram la mine în cameră. Aveam 15 ani !”—Dinu Cernescu
. Împreuna cu mama sa, Dinu Cernescu s-a mutat la familia unchiului său, Mircea.
În 1953 a absolvit Liceul "Sfântul Sava".
În 1957 a absolvit I.A.T.C., secția regie teatru.

## Teatrografie

#### Asistent de regie
- Lucrează ca asistent de regie la spectacolele realizate de Sorana COROAMA-STANCA, Mihai DIMIU, Ion SAHIGHIAN, Vlad MUGUR, Marietta SADOVA, 1953-1957
- Tragedia optimista de Vsevolod Visnevski, Regia: Vlad MUGUR, Teatrul National Craiova, premiera 2 noiembrie 1957
- Titanic vals de Tudor Mușatescu, regia Sică ALEXANDRESCU, 1960
- Siciliana de Aurel Baranga regia Sică ALEXANDRESCU, 1960
- Anna Karenina dupa Lev Tolstoi, regia Moni GHELERTER 1960

#### Regie
- Peer Gynt de Henrik Ibsen, Studioul Casandra al I.A.T.C., 1957
- Tudor din Vladimiri de Mihnea Gheorghiu (în colaborare cu Radu PENCIULESCU), Teatrul Național Craiova, premiera 2 octombrie 1957
- Gâlcevile din Chioggia de Carlo Goldoni, Teatrul Național Craiova, premiera 14 martie 1958
- Peripețiile bravului soldat Svejk dramatizare de Jean Grosu dupa Jaroslav Hasek, Teatrul Național Craiova, premiera 20 februarie 1959
- Prețioasele ridicole de Moliere, spectacolul montat in cadrul conferințelor experimentale ale TNB, 1960
- Judecătorul din Zalameea de Calderon de la Barca, Teatrul Național Craiova, premiera 8 decembrie 1960
- Piața ancorelor de I. Stock, Teatrul de Stat, Galați, premiera 6 mai 1961
- De Pretore Vincenzo de Eduardo de Filippo, Teatrul Tineretului București, premiera 27 decembrie 1961
- Iașii în carnaval și Millo Director de Vasile Alecsandri, Teatrul "Barbu Delavrancea" Bucuresti, premiera 3 martie 1962
- Mielul turbat de Aurel Baranga, Teatrul "Barbu Delavrancea" București, premiera 19 mai 1962
- Șapte inși într-o căruță de Paul Anghel, Teatrul "Barbu Delavrancea" București, premiera 4 noiembrie 1962
- Vizita bătrânei doamne de Friedrich Durrenmatt, Teatrul de Stat Brașov, premiera 25 mai 1963
- Dracul uitat de Jan Drda, Teatrul "Barbu Delavrancea" București, premiera decembrie 1963
- Acuzarea apără de Ștefan Berciu, Teatrul de Stat Brașov, premiera februarie 1964
- Stăpânul apelor de Constantin Pastor, Teatrul "Barbu Delavrancea" București, premiera 24 decembrie 1964
- Neînțelegerea de Albert Camus, Televiziunea Română, data primei difuzări 14 iunie 1964
- Tigrul de Murray Schisgal, Teatrul "Nottara" București, premiera 3 februarie 1965
- Amphytrion 38 de Jean Giraudoux, Teatrul "Barbu Delavrancea" București 1965
- Rădăcini de Arnold Wesker, Teatrul "Barbu Delavrancea" București 1965
- Amoor de Murray Schisgal, Teatrul Mic București, premiera 19 ianuarie 1966
- Pe 40 de metri lungime de undă de Simion Macovei, Teatrul Giulești București, premiera 5 mai 1966
- Don Juan de Moliere, Televiziunea Română, data primei difuzări: 17 iulie 1966
- Neîncredere în foișor de Nelu Ionescu, Teatrul Giulești București, premiera 24 octombrie 1966
- Tristan și Isolda de Jean de Beer, Teatrul Tineretului, Piatra Neamț, 1967
- La capătul firului de Hristu Limona, Televiziunea Română, 1967
- Viziuni flamande de Michel de Ghelderode, Teatrul "Nottara" București, premiera februarie 1968
- Povestea soldatului de Igor Stravinski, Opera din Iași, 1968
- Meșterul Manole de Lucian Blaga, Teatrul Giulești București, premiera 7 decembrie 1968
- Oamenii cavernelor de William Saroyan, Televiziunea Română, 1969
- Absența de Iosif Naghiu, Teatrul Giulești București, premiera 8 decembrie 1969
- Mandragora de Niccolo Machiavelli, Teatrul de Comedie București, premiera 21 ianuarie 1970
- Nunta lui Figaro de Beaumarchais, Teatrul Giulești București, premiera 26 iunie 1970
- Turneul Teatrului "Nottara" cu spectacolul Viziuni flamande de Michel de Ghelderode în Danemarca și Finlanda, septembrie 1970
- Gâlcevile din Chioggia de Carlo Goldoni, Teatrul Giulești București, 1970
- D'ale carnavalului de I.L. Caragiale, Teatrul Municipal Praga, premiera septembrie 1970
- Turneul Teatrului Giulești cu spectacolele Meșterul Manole de Lucian Blaga și Nunta lui Figaro de Beaumarchais în Danemarca, februarie 1971
- Somnoroasa aventură de Teodor Mazilu, Teatrul de Comedie București, 1971
- Magie roșie de Michel de Ghelderode, Teatrul Boldhus Copenhaga, premiera 1 septembrie 1971
- Prometeu dupa Eschil, Televiziunea Română, 1971
- Măsură pentru măsură de William Shakespeare, Teatrul Giulești București, premiera 4 decembrie 1971
- Moartea guvernatorului de Leon Kruczowski, Televiziunea Română, 1972
- ...Escu de Tudor Mușatescu, Teatrul Giulești București, Bursa de studii în R.F.G., iulie 1972
- Turneul Teatrului Giulești la Varșovia cu spectacolele Măsură pentru măsură de William Shakespeare și ...Escu de Tudor Mușatescu, august 1972
- Casa care a fugit pe ușa de Petru Vintilă, Teatrul Giulești București, premiera decembrie 1972
- Turneul Teatrului Giulești cu spectacolele Meșterul Manole de Lucian Blaga și Măsură pentru măsură de William Shakespeare în Italia (Roma), iunie 1973
- Turneul Teatrului Giulești cu spectacolele Meșterul Manole de Lucian Blaga, Măsură pentru măsură de William Shakespeare și Casa care a fugit pe ușa de Petru Vintilă în U.R.S.S. (Moscova și Leningrad), septembrie 1973
- Hamlet de William Shakespeare, Teatrul  "Nottara" București, premiera 8 februarie 1974
- Matca de Marin Sorescu, Teatrul  Mic București, premiera octombrie 1974
- Turneul Teatrului "Nottara" cu spectacolul Hamlet de William Shakespeare în Bulgaria (Sofia), decembrie 1974
- Turneul european al Teatrului "Nottara" cu spectacolul Hamlet de William Shakespeare în Germania (Koln), Franța (Paris), Portugalia (Lisabona), iunie 1975
- Turneul Teatrului "Nottara" cu spectacolul Hamlet de William Shakespeare în Grecia (Salonic și Atena), aprilie 1976
- Zamolxe de Lucian Blaga, Teatrul  Odeon București, premiera 16 decembrie 1976, spectacol cu care s-a inaugurat Sala Majestic
- Casa care a fugit pe ușa de Petru Vintilă, Televiziunea Română, 28 decembrie 1976
- Oamenii cavernelor de William Saroyan, Teatrul  Mic București, 1977
- Matca de Marin Sorescu, Teatrul  de Stat Dortmund (R.F.G.), premiera iunie 1977
- Razboiul vacii de Roger Avermaete, Teatrul Giulești București, premiera 28 noiembrie 1977
- Timon din Atena de William Shakespeare, Teatrul "Nottara" București, premiera 27 martie 1978
- Coriolan de William Shakespeare, Haagse Comedie Haga (Olanda), premiera 30 septembrie 1978
- Timon din Atena de William Shakespeare, Budapesta (Ungaria), noiembrie 1978
- Oedip de Sofocle, Teatrul Giulești București, premiera martie 1979
- Coriolan de William Shakespeare, Teatrul "Nottara" București, premiera decembrie 1979
- Zamolxe de Lucian Blaga, Teatrul Varszinhaz Budapesta (Ungaria), premiera martie 1980
- Măsură pentru măsură de William Shakespeare, Teatrul Național al Belgiei Bruxelles, premiera 16 octimbrie 1980
- Nu ne naștem toți la aceeași vârstă de Tudor Popescu, Teatrul Giulești București, premiera decembrie 1980
- Matca de Marin Sorescu, Televiziunea Română, iunie 1981 (Spectacol nedifuzat pe post până în 1990)
- Pericle de William Shakespeare, Teatrul Giulești București, premiera 17 decembrie 1981
- Pogoară iarna de Maxwell Anderson, Televiziunea Română, 1981
- Amadeus de Peter Shaffer, Teatrul Giulești București, premiera 6 decembrie 1982
- Falstaff de Giuseppe Verdi, Opera Română Cluj-Napoca, premiera 28 ianuarie 1983
- Sâmbătă, duminică, luni de Eduardo de Filippo, Teatrul Național Cluj, premiera 7 februarie 1983
- Lear de Eduard Bond, Teatrul Municipal Beer Sheva (Israel), premiera 27 iulie 1983
- Hamlet de William Shakespeare, Teatrul Național Habima Tel Aviv (Israel), premiera 24 decembrie 1983
- Anonimul venețian de Giuseppe Bertto, Teatrul Giulești București, premiera 29 aprilie 1984
- Parola de Petru Vintilă, Teatrul Giulești București, premiera 17 august 1984
- Bărbierul din Sevilla' de Beaumarchais, Teatrul Giulești București, 1985
- Scrisori neexpediate de Hristu Limona, Televiziunea Română 1985
- Medalionul de argint, dramatizare de Marica Beligan după Misterele Parisului de Eugene Sue, Teatrul Giulești București, 1986
- Bărbierul din Sevilla' de Beaumarchais, Teatrul Municipal Beer Sheva (Israel), 1986
- Coriolan de William Shakespeare, Teatrul Mic București, 1987
- Noapte bună, mamă! de Marsha Norman, Teatrul Foarte Mic București, 1988
- Porțile pădurii de Elie Wiesel, Teatrul Evreiesc de Stat București, 1988
- ...Escu de Tudor Mușatescu, Televiziunea Română, 1990
- Ce zi frumoasă! ("Pantaglaize") de Michel de Ghelderode, Televiziunea Română, 1990
- Neînțelegerea de Albert Camus, Televiziunea Română, 1990
- Titanic vals de Tudor Mușatescu, Televiziunea Română, 1990
- Insula de Mihail Sebastian, Televiziunea Română, 1990
- Patima de sub ulmi de Eugene O'Neill, Televiziunea Română, 1990
- Ultima oră de Mihail Sebastian, Televiziunea Română, 1990
- Caut dog arlechin de Ștefan Dumitrescu, Televiziunea Română, 1990
- Amadeus de Peter Shaffer, Televiziunea Română, 1990
- Victime și călăi ("Master Class") de David Pownall, Teatrul Național București, premiera 11 februarie 1995
- ...Escu de Tudor Mușatescu, Teatrul Dramatic "Fani Tardini" Galați, premiera 9 mai 1998
- Generația de sacrificiu de I. Valjan, Teatrul Național București, premiera 19 mai 1999
- Euridice de Jean Anouilh, Teatrul "Sică Alexandrescu" Brașov, 1999
- Norocul de I. Valjan, Teatrul Dramatic "Fani Tardini" Galați, premiera 10 martie 2000
- Copacii mor în picioare de Alejandro Casona, Teatrul Dramatic "Fani Tardini" Galați, premiera 10 martie 2001
- Titanic vals de Tudor Mușatescu, Teatrul "Nottara" București, premiera martie 2002
- Sărbători fericite de Jean Poiret, Teatrul "Nottara" București, premiera 19 decembrie 2002
- Mamouret de Jean Sarment, Teatrul "Bulandra" București, premiera 14 decembrie 2006
- Sâmbătă, duminică, luni de Eduardo de Filippo, Teatrul Național București, premiera 19 mai 2007
- Voiajul domnului Perrichon de Eugene Labiche, Teatrul "Bulandra" București, premiera 26 martie 2010
- Un tramvai numit dorință de Tennessee Williams, Teatrul ODEON București, premiera 20 aprilie 2013
- Trei generații de Lucia Demetrius, Teatrul ODEON București, premiera 25 aprilie 2015

## Seminarii și festivaluri internaționale
- Seminar Internațional de Teatru, Karlovy Vary, Cehoslovacia, 22 august - 4 septembrie 1959
- Membru al Delegației Culturale a României în U.R.S.S. (Moskova-Kiev-Leningrad), decembrie 1962
- Membru al Delegației Culturale a României în Cehoslovacia (Praga), 10-24 septembrie 1964
- Conferinta Internațională de Scenografie INTERSCENA, Praga, 6-16 iunie 1966
- Cvadrienala de Scenografie de la Praga 1967
- Membru al Delegației Culturale a României în Japonia, 2 august - 1 septembrie 1968
- Participă la Festivalul Internațional de Teatru de la Nancy cu spectacolul Viziuni flamande de Michel de Ghelderode, 10 martie - 1 mai 1969
- Membru al Delegației Culturale a României la Praga 16-22 octombrie 1969
- Bursă în Marea Britanie (Stratford), acordată de British Council, septembrie 1972
- Participare la Festivalul Teatrului Națiunilor, Varșovia, cu Matca de Marin Sorescu, iunie 1975
- Profesor invitat la Academia de Teatru din Maastricht, Olanda, 25 august - 27 noiembrie 1975
- Bursă în Marea Britanie (Londra), martie 1977
- Profesor invitat la Academia de Teatru din Maastricht, Olanda, 22 august - 5 noiembrie 1977
- Participare la Colocviul "Michel de Ghelderode", Genova (Italia), noiembrie 1978
- Profesor invitat la Academia de Teatru din Maastricht, Olanda, martie - mai 1979
- Vizită în Tel Aviv (Israel), la invitația Teatrului Habima, 1979
- Participare la Congresul Internațional al Școlilor de Teatru, Riccione (Italia), 10 - 13 iunie 1981
- Bursă de documentare în Statele Unite ale Americii *Washington, Minneapolis, Los Angeles, New Orleans, New York), octombrie - decembrie 1984

## Funcții deținute și premii acordate
- Regizor artistic la Televiziunea Română, 1990
- Premiul UNITER pentru cel mai bun spectacol TV: Ce zi frumoasă! de Michel de Ghelderode 1993
- Premiul A.P.T.R. pentru cel mai bun spectacol TV: Ce zi frumoasă! de Michel de Ghelderode 1993
- Director artistic al Teatrului Național București, 1994, post din care demisionează in 1995
- Premiul UNITER pentru întreaga activitate, 2005